# 9276 Timgrove
9276 Timgrove este un asteroid din centura principală de asteroizi.

## Descriere
9276 Timgrove este un asteroid din centura principală de asteroizi. A fost descoperit pe 13 septembrie 1980 la Observatorul Palomar de Schelte J. Bus. Asteroidul prezintă o orbită caracterizată de o semiaxă mare de 2,35 ua, o excentricitate de 0,07 și o înclinație de 5,3° în raport cu ecliptica.